# Konsthallen vid Bohusläns museum

Konsthallen vid Bohusläns museum är en verksamhet som drivs av Bohusläns museum i Uddevalla och som visar samtidskonst. En särskild tonvikt läggs på att presentera västsvensk konst och en yngre konstnärsgeneration. Varje år visas runt sex utställningar. Konsthallsverksamheten vid Bohusläns museum startade 1992 och år 2002 invigdes den separata konsthallsbyggnaden, ritad av arkitekten Alexis Pontvik, och som är placerad i direkt anslutning till museet.  